# Petite-Rosselle
Petite-Rosselle (Duits: Kleinrosseln) is een gemeente in het Franse departement Moselle (regio Grand Est). De gemeente maakt deel uit van het arrondissement Forbach-Boulay-Moselle. Petite-Rosselle telde op 1 januari 2022 6.176 inwoners.
Tot 22 maart 2015 vormde de gemeente een exclave van het kanton Stiring-Wendel. Op die dag werd het aan het kanton Forbach toegevoegd. Petite-Rosselle is een gedeelde plaats en ligt tegen de Duitse grens en grenst aan het Duitse Großrosseln.

## Geografie
De oppervlakte van Petite-Rosselle bedroeg op 1 januari 2022 5,05 vierkante kilometer; de bevolkingsdichtheid was toen 1.223 inwoners per km².

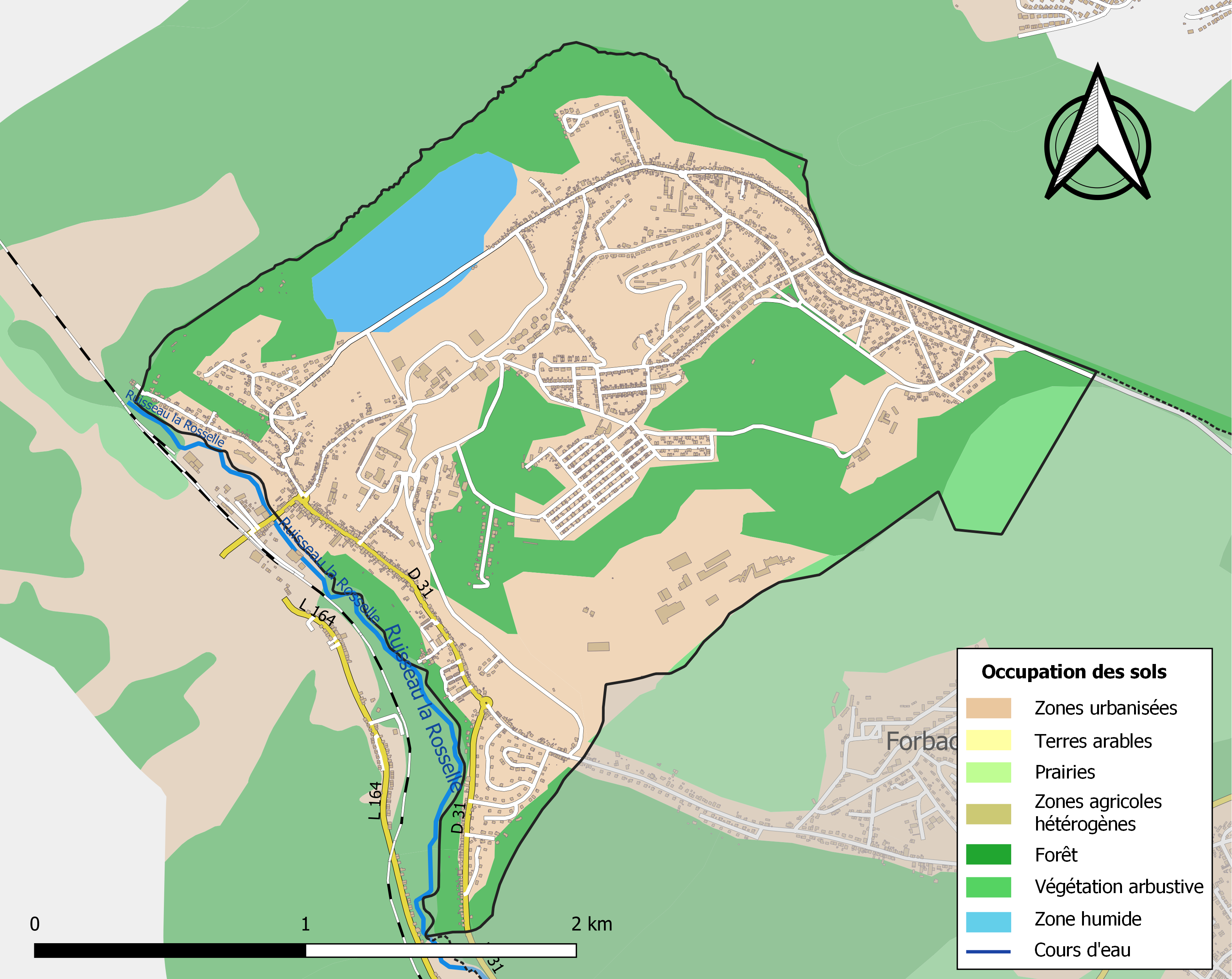
Kaart van de gemeente met de belangrijkste infrastructuur, bodemgebruik en omliggende gemeenten

## Demografie
Onderstaande figuur toont het verloop van het inwonertal (bron: INSEE-tellingen).